# Paul Bataillard
Pour les articles homonymes, voir Bataillard.
Paul Bataillard (1816–1894) est un archiviste et ethnographe français. 

## Biographie
Ancien élève de l'École des chartes, disciple de Jules Michelet et ami d'Edgar Quinet, de Narcisse Berchère et d'Eugène Fromentin, Paul Bataillard était un grand spécialiste des « Bohémiens » et s'intéressa particulièrement à leur origine et à leur arrivée et dispersion en Europe. 
Le 15 janvier 1877, il avait été nommé archiviste de la Faculté de Médecine de Paris. 
Bataillard était membre de la Société de l'École des chartes et de la Société d'anthropologie de Paris. Ami du peuple roumain, il avait été élu en 1866 citoyen roumain par l'Assemblée nationale de Roumanie. 

## Publications sélectives
- De l'apparition et de la dispersion des Bohémiens en Europe, Paris : Typographie de Firmin Didot Frères, 1844 (lire en ligne).
- Nouvelles recherches sur l'apparition et la dispersion des Bohémiens en Europe, Paris : Librairie A. Franck, 1849.
- Les derniers travaux relatif aux Bohémiens dans l'Europe orientale, Paris : Librairie A. Franck, 1872 (lire en ligne).
- État de la question de l'ancienneté des Tsiganes en Europe, Paris : Ernest Leroux, Éditeur, 1877 (lire en ligne).